# Gerold Prauss

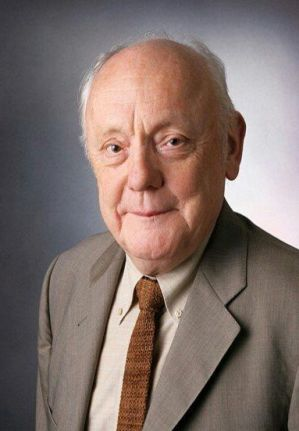
Gerold Prauss

Gerold Prauss (* 25. Mai 1936 in Troppau, Tschechoslowakei) ist ein deutscher Philosoph und Vertreter einer modernen Transzendentalphilosophie.

## Leben
Gerold Prauss studierte an der Rheinischen Friedrich-Wilhelms-Universität Bonn Philosophie, Germanistik, Geschichte und Klassische Philologie von 1957 bis 1963 und schloss mit Staatsexamen 1963 ab. Das Promotionsstudium wurde 1963 und 1964 in Göttingen begonnen und die Promotion 1965 mit der Arbeit Platon und der logische Eleatismus in Bonn abgeschlossen, in der er zeigt, dass Platon das Ding-Eigenschaftsverhältnis noch nicht reflektiert. Nach Aufbaustudium an der Universität in Oxford und einer Gastdozentur für Philosophie an der Universität von Yale (USA) habilitierte er sich 1970 mit der Schrift Erscheinung bei Kant. Ein Problem der „Kritik der reinen Vernunft“.
Nach einer Dozentenstelle und Professur-Vertretung lehrte Gerold Prauss als Professor für Philosophie von 1976 bis 1980 an der Universität Köln, von 1980 bis 1984 an der Westfälischen Wilhelms-Universität in Münster und dann von 1984 bis zu seiner Emeritierung 2001 an der Albert-Ludwigs-Universität Freiburg. Er publiziert zur Philosophie der Antike, Neuzeit und Gegenwart mit den Schwerpunkten: Erkenntnis- und Handlungstheorie, Ontologie, Leib-Seele-Problematik und gilt als ein ausgewiesener Kenner der Philosophie Kants.

## Ausgewählte Publikationen
- 1966 Platon und der logische Eleatismus. Walter de Gruyter, Berlin 1966 (Dissertation Bonn)
- 1968 Ding und Eigenschaft bei Platon und Aristoteles. In: Kant-Studien, 59
- 1969 Zum Wahrheitsproblem bei Kant. In: Kant-Studien, 60
- 1971 Erscheinung bei Kant. Ein Problem der „Kritik der reinen Vernunft“. Walter de Gruyter, Berlin 1971 (Habilitationsschrift).
- 1974 Kant und das Problem der Dinge an sich. Bonn (2. Aufl. 1977, 3. Aufl. 1989)
- 1976 Freges Beitrag zur Erkenntnistheorie. Überlegungen zu seinem Aufsatz „Der Gedanke“. In: Allgemeine Zeitschrift für Philosophie 1
- 1977 Erkennen und Handeln in Heideggers „Sein und Zeit“. (Fermenta philosophica) Verlag Karl Alber Freiburg / München 1977 (2. Aufl. 1996) ISBN 978-3-495-47365-8
- 1980 Einführung in die Erkenntnistheorie. Darmstadt (2. Aufl. 1988, 3. Aufl. 1993)
- 1981 Kants Problem der Einheit theoretischer und praktischer Vernunft. in: Kant-Studien 72
- 1983 Kant über Freiheit als Autonomie. Frankfurt am Main (2. Aufl. 2017)
- 1986  (Hrsg.) Handlungstheorie und Transzendentalphilosophie. Frankfurt a. M.
- 1990 Die Welt und wir. Erster Band: Subjekt und Objekt der Theorie. Erster Teil: Sprache-Subjekt-Zeit. Stuttgart, ISBN 3-476-00698-0
- 1993 Die Welt und wir. Erster Band: Subjekt und Objekt der Theorie. Zweiter Teil: Raum-Substanz-Kausalität. Stuttgart/Weimar, ISBN 3-476-00699-9
- 1999 Die Welt und wir. Zweiter Band: Subjekt und Objekt der Praxis. Erster Teil: Form und Inhalt einer Absicht als Bewußtsein. Stuttgart/Weimar, ISBN 3-476-00700-6
- 2006 Die Welt und wir. Zweiter Band: Subjekt und Objekt der Praxis. Zweiter Teil: Die Grenzen einer Absicht. Stuttgart/Weimar, ISBN 3-476-01743-5
- 2008 Moral und Recht im Staat nach Kant und Hegel. Freiburg
- 2015 Die Einheit von Subjekt und Objekt. Kants Probleme mit den Sachen selbst. Verlag Karl Alber, Freiburg, ISBN 978-3-495-48773-0.
- 2017 Das Kontinuum und das Unendliche: Nach Aristoteles und Kant ein Rätsel. Verlag Karl Alber.